# Хор Нурэ Омид
Хор Нурэ Омид — первый полифонический хор Афганистана (SATB). Все предыдущие афганские хоры представляли собой монофонические (унисонные) коллективы с мелодической линией и без вокального сопровождения. Группа была основана самостоятельно весной 2015 года.
Этот хор был основан в 2015 году 22-летним афганским музыкантом Омидом Нури, который с тех пор является дирижером хора. Он также является пионером оперы в Афганистане.
Хор «Нурэ Омид» успешно приняла участие в 9-х Всемирных Хоровых Играх, «Сочи, Россия, июль 2016 года», как первая представитель Афганистана, принявшая участие в международном хоровом конкурсе. Хор был удостоен звания «Чудо Сочи» профессора доктора Ральфа Айзенбайса, художественного руководителя Всемирных Хоровых Игр 2016 года.
В этом конкурсе, который ранее назывался Хоровой Олимпиадой, приняли участие 283 хора из 36 стран, а Нурэ Омид стал первым и единственным представителем Афганистана в категории смешанных хоров.
Хор «Нурэ Омид» специализируется на классических произведениях и в настоящее время насчитывает 30 человек.